# Olympische Sommerspiele 1976/Teilnehmer (Kuwait)
| Gelbes Symbol für Goldmedaillen mit stilisierten Olympischen Ringen | Graues Symbol für Silbermedaillen mit stilisierten Olympischen Ringen | Braundes Symbol für Bronzemedaillen mit stilisierten Olympischen Ringen |
| ------------------------------------------------------------------- | --------------------------------------------------------------------- | ----------------------------------------------------------------------- |
| —                                                                   | —                                                                     | —                                                                       |

Kuwait nahm an den Olympischen Sommerspielen 1976 in Montreal, Kanada, mit einer Delegation von 15 Sportlern (allesamt Männer) teil.

## Teilnehmer nach Sportarten

### Fechten
- Jamal Ameen
Florett, Einzel: 54. Platz
Florett, Mannschaft: 9. Platz

- Abdul Nasser al-Sayegh
Florett, Einzel: 55. Platz
Florett, Mannschaft: 9. Platz

- Ahmed al-Arbeed
Florett, Einzel: 56. Platz
Florett, Mannschaft: 9. Platz

- Ali al-Khawajah
Florett, Mannschaft: 9. Platz

### Judo
- Kamal al-Athari
Leichtgewicht: 18. Platz

- Fahad al-Farhan
Halbmittelgewicht: 19. Platz

- Ibrahim Muzaffer
Mittelgewicht: 19. Platz

- Fahed Salem
Halbschwergewicht: 9. Platz

### Leichtathletik
- Abdul Kareem al-Awad
100 Meter: Vorläufe
4 × 100 Meter: Vorläufe

- Abdul Aziz Abdul Kareem
200 Meter: Viertelfinale
4 × 100 Meter: Vorläufe

- Saleh Mubarak Faraj
110 Meter Hürden: Vorläufe

- Abdul Latif Youssef Hashem
400 Meter Hürden: Vorläufe
4 × 100 Meter: Vorläufe

- Ibrahim al-Rabeeah
4 × 100 Meter: Vorläufe

- Mohamed al-Zinkawi
Kugelstoßen: 22. Platz in der Qualifikation

### Wasserspringen
- Sulaiman Qabazard
Kunstspringen: 27. Platz in der Qualifikation